# Friedrich Gisbert Wilhelm von Romberg
Pour les articles homonymes, voir Romberg.
Friedrich Gisbert Wilhelm baron von Romberg (né le 17 juillet 1729 au château de Brünninghausen et mort le 21 mai 1809 à Berlin) est un lieutenant général prussien qui, en tant que gouverneur de Stettin, rend la ville et la forteresse aux troupes françaises sans combattre en 1806, pour laquelle il est condamné à la réclusion à perpétuité.

## Biographie

### Origine
Il est membre de la noble famille westphalienne Romberg. Ses parents sont Conrad Stefan von Romberg (1691-1755) et sa femme Maria Christine, née von Bottlenberg dite Kessel (de) zu Caspersbroich (de) (1700-1771). Son père est seigneur de Brünninghausen, Bladenhorst, Kolvenburg et Dönhoff, sénéchal de Hörde et Lünen et directeur de la chevalerie dans la Marche

### Carrière militaire
En 1746, il rejoint le 41e régiment d'infanterie comte Wied (de) de l'armée prussienne en tant que caporal. Pendant la guerre de Sept Ans, il est grièvement blessé lors de la bataille de Kolin en 1757.
En 1773, il succède à Christoph Siegmund von Wallenrodt (de) (mort après 1778) comme commandant du 3e bataillon de grenadiers permanents. En 1774, il reçoit l'Ordre Pour le Mérite. En 1780, il devient commandant du 9e régiment d'infanterie (de) "von Wolffersdorff" sous le chef Karl Friedrich von Wolffersdorff (de) ; la même année il est promu colonel, puis en 1787 major général.
En 1788, il devient chef du 10e régiment d'infanterie (de) "von der Marwitz" et reçoit l'ordre de l'Aigle rouge en 1792. Après une nouvelle promotion au grade de lieutenant général en 1794, il est finalement nommé gouverneur de Stettin, la capitale de la province prussienne de Poméranie, en 1799. Cette position est conçue comme une position de ravitaillement tranquille pour le général méritant. La lettre pertinente du roi Frédéric-Guillaume II adressée à Romberg commence par la phrase : « Puisqu'il vous sera sans aucun doute agréable de vous installer lorsque vos forces diminueront, je veux vous accorder le poste de gouverneur vacant de Stettin... . "
En 1806, la guerre de la Quatrième Coalition est menée contre Napoléon en Europe. Le 14 octobre 1806, les troupes françaises battent l'armée prussienne à la bataille d'Iéna. Le 28 octobre 1806 voit la capitulation de Prenzlau, au sud-ouest de Stettin, au cours de laquelle une armée prussienne sous les ordres du prince Hohenlohe se rend aux troupes françaises presque sans combat. Lorsque les troupes françaises se présentent devant Stettin le lendemain et exigent la reddition de la ville fortifiée, Romberg décide de se rendre sans combattre. Elle a lieu le 30 octobre 1806 au général de cavalerie français Lasalle, qui s'est présenté devant la forteresse avec seulement deux régiments de hussards. Auparavant, dans un conseil de guerre, aucun officier ne s'est prononcé fermement contre la capitulation. Les deux généraux subordonnés à Romberg, à savoir le général de division Kurd Gottlob von Knobelsdorff en tant que commandant de la forteresse et le général de division Bonaventura von Rauch en tant que commandant du fort Prusse, ont accepté la reddition.
La reddition de Stettin sans combat fait partie de la reddition d'autres forteresses prussiennes lorsque l'armée prussienne est en déroute après la bataille perdue d'Iéna. En mars 1809, Romberg est condamné à la réclusion à perpétuité par une cour martiale prussienne pour s'être rendu sans combattre. Avec son "Ortelsburg Publicandum" du 1er décembre 1806, le roi Frédéric-Guillaume III a œuvré pour une punition draconienne de tous les généraux et officiers d'état-major qui ont pris une décision similaire à celle de Romberg.
En raison de sa mauvaise santé, Romberg n'a pas eu à purger sa peine; il est mort le 21 mai 1809 à Berlin.

### Famille
En 1780, Romberg se marie avec Eleonore von Krosigk (de) (1760-1829), fille du chef brunswickois et sous-directeur du parlement d'Anhalt Anton Friedrich von Krosigk et de sa femme Helene Ehrengard, née von Alvensleben.
Le couple a plusieurs enfants, dont :
- Alexander Wilhelm Heinrich Conrad Anton (1783-1833), colonel prussien et commandant du 11e régiment de hussards (de), seigneur de Camin[3] marié avec Constantina Amalie comtesse Dönhoff (1798–1879), dame de Camin.
- Wilhelm Gisbert Konrad Ludwig Philipp Ferdinand (1788–1856) marié en 1811 avec Eleonore Caroline Frederike Amalie comtesse von Wangenheim (de) (1794–1872), parents de Max von Romberg, fidéicommis sur Gerdauen et député du Reichstag